# 11696 Capen
11696 Capen este un asteroid din centura principală de asteroizi.

## Descriere
11696 Capen este un asteroid din centura principală de asteroizi. A fost descoperit pe 22 martie 1998 la Stația Anderson Mesa în cadrul programului LONEOS. El prezintă o orbită caracterizată de o semiaxă mare de 2,21 ua, o excentricitate de 0,14 și o înclinație de 3,5° în raport cu ecliptica.